# Ljudmila Wsewolodowna Keldysch
Ljudmila Wsewolodowna Keldysch (russisch Людмила Всеволодовна Келдыш, englische Transkription Lyudmila Vsevolodovna Keldysh; * 12. März 1904 in Orenburg; † 16. Februar 1976 in Moskau) war eine sowjetische Mathematikerin.
Keldysch war eines von sieben Kindern des Ingenieurs Wsewolod Michailowitsch Keldysch.  Sie wuchs in Riga und Iwanowo auf, wo ihr Vater Professor für Bauingenieurwesen war. Nachdem sie eine Vorlesung von Nikolai Nikolajewitsch Lusin hörte (der 1918 bis 1922 während der Revolutionswirren in Iwanowo war), beschloss sie bei ihm Mathematik an der Lomonossow-Universität zu studieren und wurde dort Mitglied des Lusin-Kreises von Mathematikern.
Sie war seit 1934 mit dem Mathematiker Pjotr Sergejewitsch Nowikow verheiratet, mit dem sie fünf Kinder hatte, darunter den Mathematiker und Fields-Preisträger Sergei Petrowitsch Nowikow und Physiker Leonid Weniaminowitsch Keldysch, der auch Mitglied der Akademie der Wissenschaften war. Ein weiterer Bruder Andrei Nowikow war Experte für algebraische Zahlentheorie, starb aber jung. Auch mathematisch arbeitete sie eng mit Pjotr Nowikow zusammen, anfangs über Lusins Arbeitsgebiet der deskriptiven Mengenlehre (analytische Mengen). Ab 1934 waren beide am Steklow-Institut. 1941 erhielt sie ihren russischen Doktortitel (Habilitation). Später war sie Professorin am Steklow-Institut. Von 1964 bis 1976 lehrte sie an der Lomonossow-Universität.
Sie beschäftigte sich mit Mengenlehre und Topologie, zuerst mit deskriptiver Mengenlehre und speziell der Struktur von Borel-Mengen (1930 gab sie das erste nichttriviale Beispiel einer Menge in der vierten Borel-Klasse), dann mit stetigen Abbildungen kompakter Mengen, die die  Dimension erhöhen, ab Ende der 1950er Jahre mit geometrischer Topologie, worüber sie ein Seminar in Moskau innerhalb der Schule von Pawel Alexandrow bis etwa 1974 leitete. Da sie wie andere Mathematiker im Steklow-Institut Dissidenten unterstützte (sie unterschrieb unter anderem eine Petition zur Unterstützung von Alexander Jessenin-Wolpin), war sie auch offiziellen Pressionen ausgesetzt und ging 1973 aus Protest gegen die Entlassung eines Kollegen in den Ruhestand.
Ihr Bruder Mstislaw Wsewolodowitsch Keldysch war ebenfalls ein bekannter Mathematiker.